# 伊野部重晃
伊野部 重晃（いのべ しげあきら、1942年〈昭和17年〉3月7日 - ）は、日本の銀行家。高知銀行元頭取。

## 来歴・人物
伊野部重珍元高知相互銀行社長の長男として、高知県高知市に生まれる。
長銀勤務を経て、祖父、父ともに、前身の無尽会社時代からのトップを務めた高知相銀に入行。
2013年（平成25年）、役員を退任した。

## 略歴
- 土佐中学校・高等学校卒業。
- 1964年（昭和39年）- 慶應義塾大学商学部卒業後、日本長期信用銀行（現・新生銀行）入行。池袋支店副長等を歴任する[2]。
- 1982年（昭和57年）- 高知相互銀行（現・高知銀行）入行。
- 1983年（昭和58年）- 取締役本町支店長委嘱。
- 1986年（昭和61年）- 取締役審査部長委嘱。
- 1987年（昭和62年）- 取締役営業本部副本部長兼審査部長委嘱。
- 1990年（平成2年）- 取締役資金証券部長委嘱。
- 1993年（平成5年）- 常務取締役。
- 1999年（平成11年）- 常務取締役営業本部長委嘱。
- 2000年（平成12年）- 副頭取。
- 2006年（平成18年）- 代表取締役頭取。
- 2012年（平成24年）- 代表取締役会長。
- 2013年（平成25年）- 退任。